# Armand Apell
Armand Apell, född 16 januari 1905 i Strasbourg, död 3 juli 1990 i Strasbourg, var en fransk boxare.
Apell blev olympisk silvermedaljör i flugvikt i boxning vid sommarspelen 1928 i Amsterdam.